# 鈴木貴子 (政治家)
鈴木 貴子（すずき たかこ、1986年〈昭和61年〉1月5日 - ）は、日本の政治家。自由民主党所属の衆議院議員（5期）、自由民主党政務調査会水産部会長。
外務副大臣、防衛大臣政務官、自由民主党青年局長、同副幹事長を務めた。

## 来歴
北海道帯広市生まれ。母方の祖父母が広島県広島市出身の被爆者で被爆3世。3人兄妹の末っ子で兄が2人いる。北海道教育大学附属釧路小学校、港区立青山中学校、都立大学附属高校からカナダ・ブリティッシュコロンビア州ロックリッジ高等学校、カナダ・オンタリオ州のトレント大学を卒業。2009年、日本放送協会（NHK）に入局。長野放送局でディレクターを務めた。

### 第46回衆議院議員総選挙
2012年の第46回衆議院議員総選挙に、公民権停止中のため立候補できない父・鈴木宗男に代わり、NHKを退職して北海道7区から新党大地公認で立候補したが、自由民主党前職の伊東良孝に敗れ、重複立候補していた比例北海道ブロックでの復活も出来ず、落選した。2013年5月21日、比例北海道ブロック選出の石川知裕が衆議院議員を辞職。同年5月31日、中央選挙管理会が比例北海道ブロック欠員補充として次点者の鈴木貴子の繰り上げ当選を決定し、6月3日に告示された。この繰上当選により、自由民主党の今枝宗一郎に代わり、この時点での最年少衆議院議員となった。

### 第47回衆議院議員総選挙
2014年の第47回衆議院議員総選挙では、民主党に入党し、同党公認で北海道7区から立候補。自民党前職の伊東良孝を猛追し、225票差で敗れたが、重複立候補していた比例北海道ブロックで復活し、再選。当選後、自誓会に入会。2015年1月の民主党代表選挙では、元幹事長の細野豪志の推薦人に名を連ねた が、細野は決選投票で岡田克也に敗れた。
2016年2月26日、4月に実施される北海道第5区の補欠選挙において日本共産党と共同歩調を取る民主党の対応を「国家観が全く異なる。今のままでは地元有権者との約束を果たせない」と批判、民主党に離党届を提出するも、党は受理せず、同年3月1日に除籍処分を受けた。民主党幹事長の枝野幸男は、比例代表での当選は民主党の党名を書いた有権者の議席だから議員辞職せよ、との旨を伝えたが、拒否された、と述べている。同年9月26日、松本剛明とともに自由民主党の衆議院院内会派に参加。
2016年10月、同じ小学校に通っていたカメラマンの男性（カメラマンになる前は陸上自衛隊普通科連隊所属のレンジャー隊員）と結婚。その後2017年7月12日にブログにて妊娠を発表。9月8日に第一子となる女児を出産した。

### 第48回衆議院議員総選挙
2017年（平成29年）9月28日、自由民主党に入党届を提出。10月22日投開票の第48回衆議院議員総選挙では同党から比例北海道ブロックに重複立候補者よりも上位の単独2位で立候補した。なお、鈴木宗男は同年4月に公民権が回復したため同じ比例北海道ブロックに新党大地より名簿順位1位で立候補している。
その結果、貴子は当選したが父の宗男は落選。父娘で明暗が分かれる結果となった。
党内派閥では父の自民党時代の古巣である平成研究会に入会。

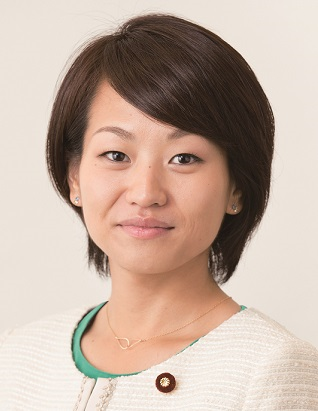
防衛大臣政務官の就任に際して公表された肖像写真

2018年（平成30年）10月、第4次安倍第1次改造内閣において防衛大臣政務官に就任。父の宗男も内閣での初の役職が宇野内閣の防衛政務次官であった。
2019年（令和1年）7月21日、第25回参議院議員通常選挙で6年2ヵ月間維持した最年少国会議員の座を愛知県選挙区で初当選した安江伸夫（公明党）へ明け渡した。
2019年9月、防衛大臣政務官を退任し、自由民主党副幹事長に就任。翌10月25日に第二子となる女児を出産した。
2021年10月、第1次岸田内閣にて外務副大臣に就任。

### 第49回衆議院議員総選挙
2021年10月31日投開票の第49回衆議院議員総選挙では北海道7区から立候補する意向を示していたが、これまで同区から立候補していた伊東良孝との調整の結果、前回同様に比例単独での立候補となった。名簿順位は渡辺孝一と入れ替わる形で1位となり、当選した。
鈴木は、長らく最年少衆議院議員の座に着いていたが、当選挙で比例東北ブロックにおいて29歳の馬場雄基（立憲民主党）が当選（比例復活）したことにより、その座を馬場に譲った。なお、鈴木が最年少衆議院議員の座に就いていた8年150日（衆議院解散による失職中を含む）は、衆議院議員および前身の帝国議会議員としては最長の記録である。

### 外務副大臣（第2次岸田内閣以降）

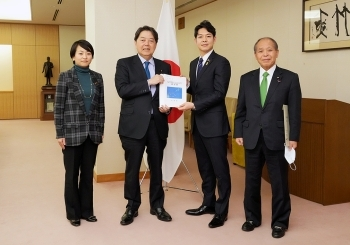
2022年1月12日、外務大臣の林芳正、北海道知事の鈴木直道、父の宗男と

選挙後に再び組閣された、第2次岸田内閣でも外務副大臣に再任。
2022年5月1日から同月6日にかけて、外務副大臣としてケニア、ルワンダを訪問。アフリカ開発会議の開催を見据えて、アフリカ官民経済フォーラムに出席した他、政府関係者やビジネス関係者とケニア・ルワンダの二国間関係、国際情勢及び世界経済等について意見を交わした。
同年5月31日、参議院予算委員会で父・宗男から外務副大臣として答弁を求められる一幕があり、ケニア、ルワンダ歴訪の成果などについて質問した宗男に対し、「アフリカで、鈴木宗男先生のご功績も何度となく耳にした」「さらなる関係構築に向けて、鈴木宗男先生からもご指導いただきながら、時には反面教師とさせていただきながら頑張っていきたい」と皮肉交じりに答弁した。
2022年2月28日、週刊文春から「鈴木副大臣は、ロシアがウクライナ東部の親ロシア派支配地域の独立を承認した22日前後、外務省内で、"ロシアへの経済制裁はしないように"という趣旨のご発言をなさっていたとのことですが、事実ですか。」「鈴木副大臣のご尊父・鈴木宗男参院議員は、親ロシア派として知られ、今回のウクライナ侵攻にあたってもロシア側の立場に立った発信をされておられます。そのため、外務省内には、鈴木副大臣から宗男参院議員への情報漏えいを懸念する声もあります。副大臣として知り得た情報を宗男参院議員と共有することはございますか。」との質問状を受領したが、鈴木は自身のオフィシャルブログでその内容を否定している。
3月2日の参院予算委員会で、ウクライナのコルスンスキー駐日大使がウクライナ情勢の緊迫を受けて林芳正外務大臣に面会を要請していたが、約1カ月にわたり実現していなかったことが国民民主党の川合孝典議員による質疑で明らかになった。林が「私自身は大使からの面会要望は承知していなかった」と釈明すると、川合は「外務省が勝手に止めていたとすれば。これは著しい越権行為では」と追及した。林とコルスンスキーはこの日の夕方に面会した。翌3日、コルスンスキーはツイッターに「いいえ、林さんの反応はとても速かったです」「（コルスンスキーと）会いたくなかったのは副大臣の鈴木さんです」と投稿したが、同日中に削除された。「副大臣の鈴木さん」は鈴木貴子を指しているとみられる。
3月4日の衆院外務委員会で鈴木は答弁に立ち、面会を拒んでいたのは事実無根だと強調した上で「少なくとも口頭での要請はあったものの、通常発出される書面での要請が届いていなかった。また、副大臣室には、要請として伝わっていなかった」と説明した。

### 自由民主党青年局長
2024年3月12日、第55代自由民主党青年局長に就任した。
同年4月30日、台湾で、総統の蔡英文、副総統であり次期総統の頼清徳、次期副総統の蕭美琴と会談した。鈴木は蔡に対し「8年の任期中、その高い指導力と統率力を発揮しただけでなく、日台関係の発展に尽力した」と語った。
同年8月20日、台湾総統府で総統の頼清徳と面会した。鈴木は自民党総裁選の日程が発表されたことに触れ「誰が（次の総裁に）なるのか分からないが、日台関係を重視するリーダーが現れるということは約束する」「中国の統一圧力を踏まえ、台湾が苦しい状況に置かれている場合には支援していきたい」と述べた。
同年9月27日に行われた自民党総裁選挙において、1回目の投票では茂木敏充に投じた。得票数1位の高市早苗と2位の石破茂が進んだ決選投票については、北海道新聞の取材に対し、投票先を公表しなかった。

### 第50回衆議院議員総選挙
2024年10月27日実施の第50回衆議院議員総選挙では伊東良孝に変わって北海道7区から立候補（伊東は比例単独候補に転出）し、立憲民主党の篠田奈保子を破って初めて選挙区で当選した（篠田は比例復活）。
翌2025年7月の第27回参議院議員通常選挙を前に、父である宗男が自民党から同選挙に立候補することを表明。選挙直前に参議院議員を辞職し自民党に復党する。同党の比例区候補として選挙戦に臨み、当選。これにより貴子はキャリア12年を経て初めて、父子揃って同一政党に所属する国会議員となった。

## 政策・主張
- アベノミクスを評価する[44]。
- 消費増税の先送りを評価する[44]。
- 安全保障関連法の成立を評価する[44]。
- 北朝鮮問題への取り組みを評価する[44]。
- 森友学園・加計学園問題への対応をどちらかと言えば評価する[44]。
- 選択的夫婦別姓制度について賛成[44]。「『選択的』というのが重要です。反対や否定的な意見の中には家族の形が変わる、崩れると言われますが、姓が一緒でも問題にぶつかったり、課題を抱えるケースもあります」と述べる[45]。一方、2014年の朝日新聞の調査では、同制度の賛否について「どちらともいえない」と回答している[46]。
- 消費税10％に賛成。増える税収の使いみちとして、幼児教育の無償化や高等教育の負担軽減を挙げる[44]。
- 憲法改正に賛成。改正すべき項目として、戦争放棄と自衛隊・環境権を挙げる[44]。
- 新党大地に属していた2012年当時の毎日新聞による政策アンケートでは以下のように回答した。
  - 日本国憲法の改正に賛成[47]。
  - 集団的自衛権の行使を禁じた内閣法制局の憲法解釈の見直しに反対[47]。
  - 日本の核武装について「将来にわたって検討すべきでない」としている[47]。
  - 日本の環太平洋戦略的経済連携協定（TPP）への参加に反対[47]。
  - 女性宮家の創設に反対[47]。
  - 当選した議員が選挙後に所属政党を変えることは問題だとしている[47]。
- 民主党に属していた2014年当時の毎日新聞による政策アンケートでは以下のように回答した。
  - 日本国憲法の改正に反対[48]。
  - 集団的自衛権の行使について反対[48]。
  - アベノミクスについて評価しない[48]。
  - 原発は日本に必要ではない[48]。
- 「消費税0％の検討」を掲げた『国民を守るための「真水100兆円」令和2年度第2次補正予算に向けた提言』に賛同している[49]。

## 所属団体・議員連盟
- パチンコチェーンストア協会（政治分野アドバイザー[50]）
- 袴田巌死刑囚救援議員連盟 - 事務局長[51][52]。
- アイヌ政策を推進する議員の会（アイヌ議連） - 事務局次長[53]
- 国際観光産業振興議員連盟（IR議連）
- 日本エストニア友好議員連盟[54]
- 日本の未来を考える勉強会[55]

## 選挙歴
| 当落 | 選挙                   | 執行日         | 年齢 | 選挙区             | 政党       | 得票数    | 得票率 | 定数 | 得票順位 /候補者数 | 政党内比例順位 /政党当選者数 |
| ---- | ---------------------- | -------------- | ---- | ------------------ | ---------- | --------- | ------ | ---- | ------------------ | ---------------------------- |
| 繰当 | 第46回衆議院議員総選挙 | 2012年12月16日 | 26   | 北海道第7区        | 新党大地   | 5万1051票 | 33.06% | 1    | 2/4                | /                            |
| 比当 | 第47回衆議院議員総選挙 | 2014年12月14日 | 28   | 北海道第7区        | 民主党     | 7万2056票 | 45.73% | 1    | 2/3                | 1/2                          |
| 当   | 第48回衆議院議員総選挙 | 2017年10月22日 | 31   | 比例北海道ブロック | 自由民主党 | ーー票    | ーー   | 8    | /                  | 2/3                          |
| 当   | 第49回衆議院議員総選挙 | 2021年10月31日 | 35   | 比例北海道ブロック | 自由民主党 | ーー票    | ーー   | 8    | /                  | 1/4                          |
| 当   | 第50回衆議院議員総選挙 | 2024年10月27日 | 38   | 北海道第7区        | 自由民主党 | 7万7189票 | 58.44% | 1    | 1/2                | /                            |